# Meghalaya
Meghalaya (hindi: मेघालय) je indijska savezna država na sjeveroistoku zemlje.
Meghalaya na sjeveru graniči s državom Assam i Bangladešom na jugu. 
Država ima 2,306.069 stanovnika i prostire se na 22.720 km2.
Glavni grad države je Shillong.